# Worpswede
Worpswede là một đô thị của district of Osterholz, bang Niedersachsen, Đức. Đô thị này có diện tích 76,13 km².

## Cư dân nổi bật
- Fritz Mackensen, họa sĩ
- Heinrich Vogeler, họa sĩ
- Paula Modersohn-Becker, họa sĩ
- Otto Modersohn, họa sĩ
- Gerhart Hauptmann, nhà viết kịch
- Thomas Mann, nhà văn
- Rainer Maria Rilke, nhà thơ
- Clara Westhoff, nhà điêu khắc